# Asics-CGA
El Asics-CGA va ser un equip ciclista italià de ciclisme en ruta que va competir entre 1997 i 1998. Es considera l'hereu de l'equip Carrera. L'última temporada es va conèixer com a Riso Scotti-Vinavil.

## Principals resultats

### A les grans voltes
- Giro d'Itàlia
  - 3 participacions (1997, 1998, 1999)
  - 2 victòries d'etapa:
    - 1 el 1997: Alessandro Baronti
    - 2 el 1998: Andrea Noè i Michele Bartoli

  - 0 classificacions secundàries:

- Tour de França
  - 1 participació (1998)
  - 0 victòries d'etapa:
  - 0 classificacions secundàries:

- Volta a Espanya
  - 2 participacions (1997, 1999)
  - 0 victòries d'etapa:
  - 0 classificacions secundàries:

## Classificacions UCI
| Temporada | Classificació per equips | Millor ciclista en la classificació individual |
| --------- | ------------------------ | ---------------------------------------------- |
| 1997      | 21è                      | Andrea Noè (69è)                               |
| 1998      | 7è                       | Michele Bartoli (1r)                           |
| 1999      | 22è                      | Ivan Basso (123è)                              |